# جورج مارشال
جورج كاتليت مارشال (بالإنجليزية: George Catlett Marshall, Jr.) ولد في 31 ديسمبر 1880 في مدينة يونينتاون بولاية بنسلفانيا وتوفي في 16 أكتوبر 1959 في واشنطن دي سي، رئيس أركان الجيش الأمريكي ال15 (1939-1945) في أثناء الحرب الفليبنية الأمريكية، ووزير الخارجية ال50 (1947-1949) , ووزير الدفاع الثالث (1950-1951)، وحاصل على جائزة نوبل للسلام عام 1953 تقديراً لخطته «خطة مارشال أو مشروع مارشال».
وتخرج من المعهد العسكري بولاية فرجينيا عام 1901 وعُين ضابطاً برتبة ملازم ثان وخدم خلال السنوات السابقة للحرب العالمية الأولى فترتين في الفلبين وأُسندت إليه عدة مهام ميدانية كما عمل في عدة معاهد عسكرية. ترقى مارشال إلى رتبة نقيب عام 1916 وانضم إلى فرقة المشاة الأولى كضابط ركن وانتقل معها إلى فرنسا عام 1917 وفي أغسطس 1918 التحق مارشال والذي كان قد ترقى إلى رتبة عقيد مؤقت بهيئة أركان الجيش الأول وفي سبتمبر من العام نفسه وضع مارشال الخطة اللازمة وأشرف على التنفيذ لتحريك أكثر من نصف مليون جندي وحوالي 3000 قطعة مدفعية إلى جبهة أرجون لبدء هجوم جديد. بعد الهدنة التي تم التوصل إليها لإنهاء الحرب عاد مارشال إلى رتبته الأصلية كنقيب وأصبح معاون للجنرال جون جوزيف بيرشنج. في عام 1938 التحق مارشال بهيئة الأركان العامة للجيش وهو برتبة عميد وفي ذلك الوقت بدأ إعداد سجل احتفظ فيه بأسماء الضباط الذين أُعجب بأدائهم المهني.

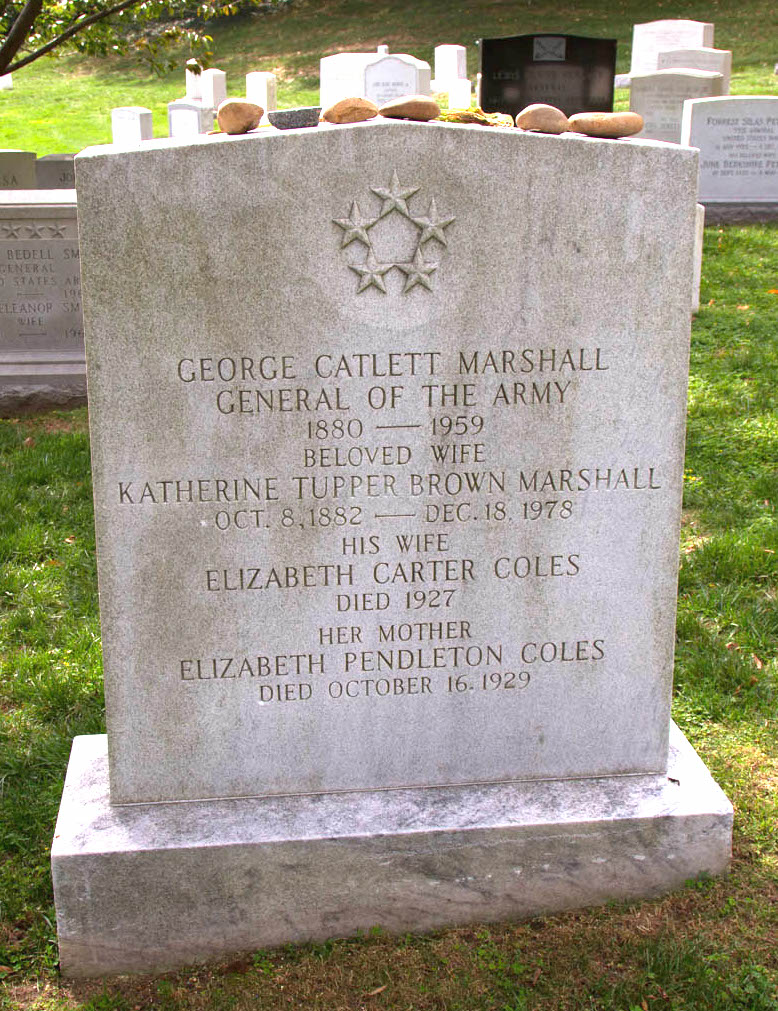
موقع قبر جورج مارشال في مقبرة أرلينغتون الوطنية

في سبتمبر 1939 تخطى مارشال 32 ضابطا ممن هم أقدم رتبة منه حينما اختاره الرئيس فرانكلين روزفلت لتولي منصب رئيس أركان الجيش وبدأ مارشال في وضع الخطط الإستراتيجية وحشد تأييد الكونغرس لزيادة حجم القوات وتسليح الجيش وتزويده بالمعدات اللازمة وفي أعقاب قصف اليابان لميناء بيرل هاربر وإعلان الولايات المتحدة دخولها الحرب العالمية الثانية باشر مارشال تنفيذ خططه حيث تمكّن من زيادة قوة الجيش إلى 8 ملايين جندي وأعاد تنظيم هيئة أركان الجيش وقسمه إلى ثلاث قيادات رئيسية هي: القوات الجوية والقوات البرية وخدمات الجيش واستخدم السجل الذي يحتوي على أسماء الضباط الذين أُعجب بأدائهم المهني لملء المناصب الرئيسية في كل قطاعات الجيش. بعد انتهاء الحرب استقال مارشال من منصبه وبعد استقالته بعشرة أيام تمكن الرئيس هاري ترومان من إقناعه بالذهاب إلى الصين كممثل شخصي له للتوسط في النزاع بين الشيوعيين والقوميين وعلى الرغم من فشله في تلك المهمة عينه ترومان وزيراً للخارجية في يناير 1947 وفي يونيو من نفس العام أعلن مارشال أفكاره لتنفيذ برنامج يهدف إلى إعادة اقتصادات أوروبا إلى وضعها الصحيح وذلك لمقاومة توغل الشيوعية في أوروبا الغربية ووفرت الخطة التي أصبحت تُعرف (بمشروع مارشال) الأموال اللازمة لتمويل اقتصادات أوروبا التي مزقتها الحرب وفي عام 1953 تسلم مارشال جائزة نوبل للسلام تقديراً لخطته.

## استقالته ووفاته
استقال مارشال من منصبه كوزير للخارجية عام 1949 بسبب مرضه وبعد سنة من ذلك استدعاه الرئيس هاري ترومان ليصبح وزيراً للدفاع عمل مارشال خلال فترة توليه المنصب على ضمان التأييد والدعم الأمريكي القوي للأمم المتحدة ومنظمة حلف شمال الأطلسي(الناتو) وعاد مارشال للتقاعد مرة أخرى في 12 سبتمبر 1951. توفي في 16 أكتوبر 1959 في العاصمة الأمريكية واشنطن ودفن في مقبرة أرلينجتون الوطنية.

## منوعات
كان جورج مارشال من أشد معارضي ترومان ومشروعه بإنشاء الدولة الصهيونية، إسرائيل، والمعروف أنه لم يتكلم قط مع الرئيس ترومان بعدها.

## وصلات
مارشال المعارض بالإنجليزي، معارضة مارشال لحكم ترومان.

## روابط خارجية
- جورج مارشال على موقع IMDb (الإنجليزية)
- جورج مارشال على موقع الموسوعة البريطانية (الإنجليزية)
- جورج مارشال على موقع مونزينجر (الألمانية)
- جورج مارشال على موقع ميوزك برينز (الإنجليزية)
- جورج مارشال على موقع إن إن دي بي (الإنجليزية)